# Гелена Гогенлое-Лангенбурзька
Геле́на Гогенло́е-Лангенбу́рзька (нім. Helene, Prinzessin zu Hohenlohe-Langenburg; 22 листопада 1807 — 5 вересня 1880) — принцеса Гогенлое-Лангенбурзька, донька князя Гогенлое-Лангенбургу Карла Людвіга та Амалії Генрієтти Сольмс-Барутської, дружина герцога Євгена Вюртемберзького.

## Біографія
Гелена народилась 22 листопада 1807 року в Лангенбурзі. Вона була дванадцятою дитиною та восьмою донькою в родині князя Гогенлое-Лангенбурзького Карла Людвіга та його дружини Амалії Генрієтти Сольмс-Барутської. Дівчинка мала шістьох старших сестер та двох старших братів, інші діти померли до її народження. За три роки в сім'ї народився наймолодший син, Йоганн Генріх.

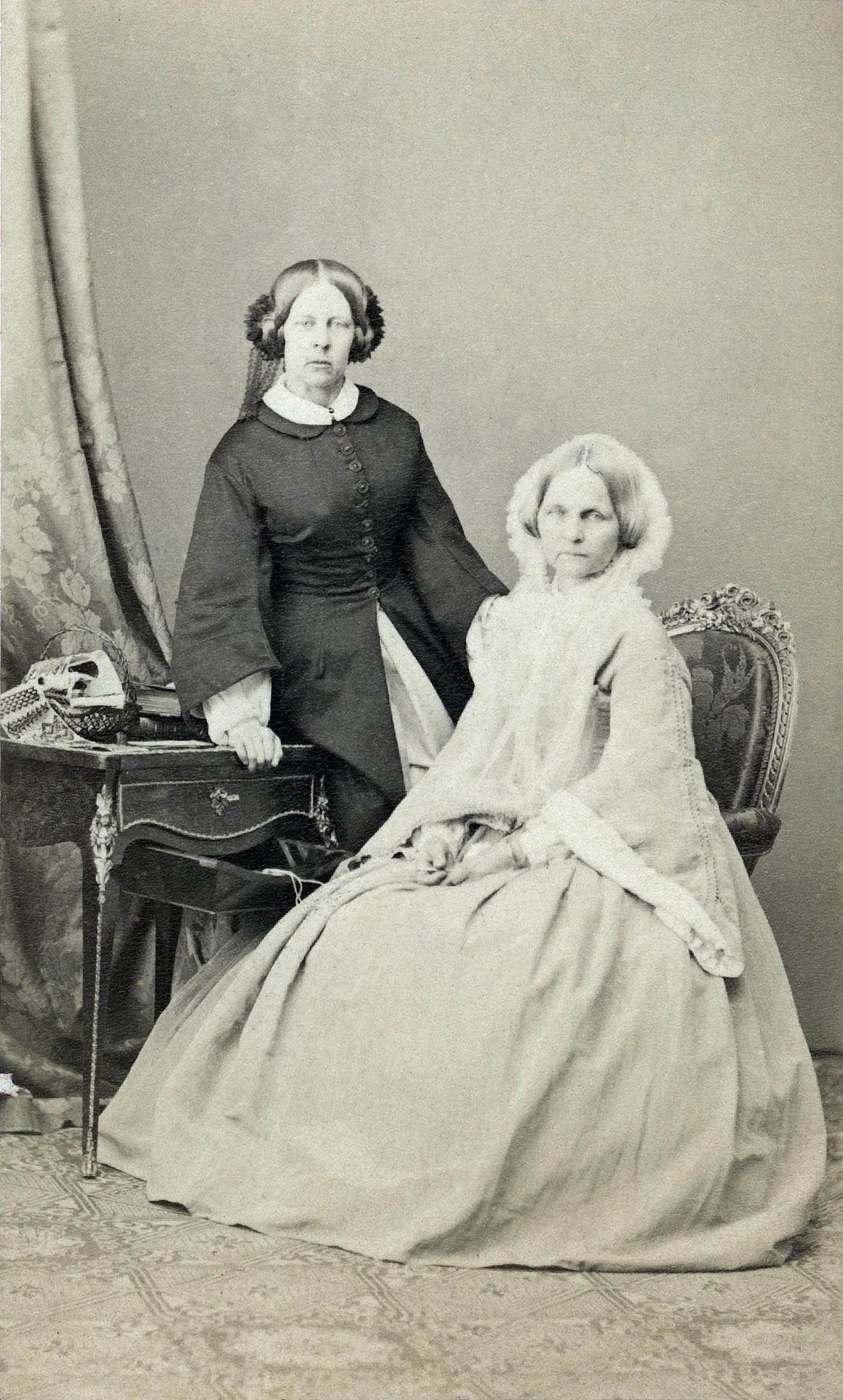
Олена з донькою на фото Людвіга Ангерера, 1860-ті

У віці 19 років її взяв за дружину герцог Євген Вюртемберзький, старший від неї на двадцять років. Він був удівцем та мав двох малолітніх дітей від першого шлюбу. Весілля відбулося 11 вересня 1827 року в Ланґгенбурзі.
Наступного року Євген командував корпусом російської армії під час російсько-турецької війни. Після підписання Адріанопольського мирного договору він вийшов у відставку.
У подружжя народилося четверо дітей
Проживала родина переважно в Сілезії, Євген також часто навідував Росію. Вдома він займався переважно музикою та літературою, дописуючи мемуари.
Герцог помер у сімейному колі в Карлсруе 16 вересня 1857 року. Олена пережила його більш, ніж на двадцять років і пішла з життя восени 1880 року у Шляйці. Була похована поруч із чоловіком у церкві Святої Софії в Карлсруе.

## Родина
Чоловік — Євген Вюртемберзький (1788—1857)
Діти:
- Вільгельм (1828—1896) — австрійський та вюртемберзький генерал, одруженим не був, дітей не мав;
- Александріна-Матильда (1829—1913) — одружена не була, дітей не мала;
- Ніколас (1833—1903) — бригадний генерал австрійської армії, був одруженим із Вільгельміною Вюртемберзькою, дітей не мав;
- Агнеса (1835—1886) — дружина князя Генріха XIV Ройсс, мала сина та доньку.